# Frank Petzold (Komponist)
Frank Petzold (* 18. Mai 1951 in Zwickau) ist ein deutscher Komponist, Dirigent und Jazz-Pianist.

## Leben
Petzold wurde 1951 in Zwickau geboren. Von 1968 bis 1974 studierte er Komposition, Dirigieren und Klavier an der Hochschule für Musik Carl Maria von Weber Dresden. Von 1974 bis 1977 arbeitete er als Kapellmeister und Chordirektor am Theater der Altmark in Stendal. Zudem wirkte er von 1977 bis 1979 als Schauspielkapellmeister am Theater Magdeburg. In den Jahren von 1977 bis 1981 war er Meisterschüler für Komposition bei Rainer Kunad an der Deutschen Akademie der Künste in Berlin. Von 1981 bis 1994 arbeitete er als freischaffender Komponist und Pianist in Magdeburg und Cottbus. Er komponierte eine Oper, Orchester-, Kammer-, Bühnen- und Jazzmusik. Als Begleiter trat er u. a. mit Gina Pietsch in den Uckermärkischen Bühnen Schwedt auf. Seit 1990 ist er Regionalvorsitzender des Deutschen Komponistenverband in Cottbus. Im Jahr 1994 wurde er Schauspielkapellmeister am Staatstheater Cottbus. Seit 2001 ist er Dozent für Musiktheorie und Jazz-Piano an der Hochschule Lausitz in Cottbus.

## Preise
- Hans-Stieber-Preis für Komposition (1984)

## Werke (Auszug)

### Bühnenwerke
- 1980/81: Das Kälberbrüten. Ein Fastnachtsspiel nach Hans Sachs für Sopran, Tenor, Bass und sechs Instrumente. UA: 1982.
- 1986/87: Prinzessin Zartfuß und die sieben Elefanten. Komische Oper in einem Akt nach dem gleichnamigen Bühnenstück von Albert Wendt. Text: Frank Petzold. UA: Theater der Stadt Cottbus, Cottbus 1989.

### Sonstige Musikwerke
- 1989: piano strings music
- 1990: Erste Sinfonie

## Diskographie
- Tritonia (2000)
- Jazzterday Live (2005)